# Оук-Гіллс (Орегон)
Оук-Гіллс (англ. Oak Hills) — переписна місцевість (CDP) в США, в окрузі Вашингтон штату Орегон. Населення — 11 903 особи (2020).

## Географія
Оук-Гіллс розташований за координатами 45°32′25″ пн. ш. 122°50′29″ зх. д. / 45.54028° пн. ш. 122.84139° зх. д. (45.540368, -122.841323).  За даними Бюро перепису населення США в 2010 році переписна місцевість мала площу 4,05 км², уся площа — суходіл.

## Демографія
Згідно з переписом 2010 року, у переписній місцевості мешкали 11 333 особи в 4177 домогосподарствах у складі 3034 родин. Густота населення становила 2798 осіб/км².  Було 4342 помешкання (1072/км²).
Расовий склад населення:
| - 71,4 % — білих - 19,3 % — азіатів - 1,5 % — чорних або афроамериканців - 0,4 % — вихідців з тихоокеанських островів - 0,3 % — корінних американців - 2,8 % — осіб інших рас |

До двох чи більше рас належало 4,2 %. Частка іспаномовних становила 6,9 % від усіх жителів.
За віковим діапазоном населення розподілялося таким чином: 28,5 % — особи молодші 18 років, 62,6 % — особи у віці 18—64 років, 8,9 % — особи у віці 65 років та старші. Медіана віку мешканця становила 35,0 року. На 100 осіб жіночої статі у переписній місцевості припадало 95,2 чоловіків;  на 100 жінок у віці від 18 років та старших — 94,0 чоловіків також старших 18 років.
Середній дохід на одне домашнє господарство  становив 93 727 доларів США (медіана — 79 333), а середній дохід на одну сім'ю — 106 552 долари (медіана — 95 857). Медіана доходів становила 71 745 доларів для чоловіків та 50 603 долари для жінок. За межею бідності перебувало 7,5 % осіб, у тому числі 6,3 % дітей у віці до 18 років та 8,9 % осіб у віці 65 років та старших.
Цивільне працевлаштоване населення становило 5803 особи. Основні галузі зайнятості: виробництво — 21,5 %, освіта, охорона здоров'я та соціальна допомога — 18,1 %, роздрібна торгівля — 12,4 %, науковці, спеціалісти, менеджери — 11,8 %.